# Troponje
Troponje (izvirno srbsko Тропоње) je naselje v Srbiji, ki upravno spada pod Občino Svilajnac; slednja pa je del Pomoravskega upravnega okraja.

## Demografija
V naselju živi 763 polnoletnih prebivalcev, pri čemer je njihova povprečna starost 47,2 let (45,0 pri moških in 49,2 pri ženskah). Naselje ima 271 gospodinjstev, pri čemer je povprečno število članov na gospodinjstvo 3,32.
To naselje je, glede na rezultate popisa iz leta 2002, večinoma srbsko.
|  |

| Demografija | Demografija     | Demografija     |
| Leto        | Št. prebivalcev | Št. prebivalcev |
| ----------- | --------------- | --------------- |
|             |                 |                 |
|             |                 |                 |
|             |                 |                 |
|             |                 |                 |
| 1948        | 1600            |                 |
| 1953        | 1647            |                 |
| 1961        | 1635            |                 |
| 1971        | 1545            |                 |
| 1981        | 1540            |                 |
| 1991        | 1371            | 1017            |
| 2002        | 1332            | 901             |
|             |                 |                 |

| Etnična sestava po popisu iz leta 2002 | Etnična sestava po popisu iz leta 2002 | Etnična sestava po popisu iz leta 2002 | Etnična sestava po popisu iz leta 2002 | Etnična sestava po popisu iz leta 2002 |
| -------------------------------------- | -------------------------------------- | -------------------------------------- | -------------------------------------- | -------------------------------------- |
| Srbi                                   | Srbi                                   |                                        | 824                                    | 91,45%                                 |
| Vlahi                                  | Vlahi                                  |                                        | 54                                     | 5,99%                                  |
| Romuni                                 | Romuni                                 |                                        | 5                                      | 0,55%                                  |
| Bolgari                                | Bolgari                                |                                        | 1                                      | 0,11%                                  |
| Jugoslovani                            | Jugoslovani                            |                                        | 1                                      | 0,11%                                  |
| Neznano                                | Neznano                                |                                        | 7                                      | 0,77%                                  |